# Pinus morrisonicola
Pinus morrisonicola Hayata – gatunek drzewa iglastego z rodziny sosnowatych (Pinaceae). Występuje na Tajwanie.

## Morfologia
PieńDorasta do 15–25(30) m wysokości i 120 cm średnicy, często pokrzywiony. Kora szaro-brązowa do czarno-brązowej, łuskowata. Kora młodych gałązek szaro-brązowa, gładka.
LiścieSzpilki zabrane po 5 na krótkopędach, o długości 8 cm.
SzyszkiSzyszki żeńskie jajowate, o rozmiarach 10 na 4–5 cm. Nasiona razem ze skrzydełkiem osiągają długość 2 cm.

## Biologia i ekologia
Jedna wiązka przewodząca w liściu, 2 kanały żywiczne. Igły trójkątne w przekroju poprzecznym.
Występuje w górach, na wysokościach 300–2300 m n.p.m.

## Systematyka i zmienność
Pozycja gatunku w obrębie rodzaju Pinus
- podrodzaj Strobus
  - sekcja Quinquefoliae
    - podsekcja Strobus
      - gatunek P. morrisonicola

Do P. morrisonicola bywała także włączana blisko spokrewniona sosna Pinus kwangtungensis.

## Zagrożenia
Międzynarodowa organizacja IUCN przyznała temu gatunkowi kategorię zagrożenia LC (least concern), czyli jest gatunkiem najmniejszej troski, spośród gatunków niższego ryzyka.

## Zastosowanie
Sosna ta jest lokalnie wycinana w celu pozyskiwania surowca drzewnego z przeznaczeniem na konstrukcje drewniane, do budowy mostów i wyrobu mebli.